# Ocereteanka, Cerneahiv
Ocereteanka (în ucraineană Очеретянка) este localitatea de reședință a comunei Ocereteanka din raionul Cerneahiv, regiunea Jîtomîr, Ucraina.

## Demografie
Componența lingvistică a localității Ocereteanka
     Ucraineană (98,74%)
     Rusă (1,26%)
Conform recensământului din 2001, majoritatea populației localității Ocereteanka era vorbitoare de ucraineană (98,74%), existând în minoritate și vorbitori de rusă (1,26%).